# رنو ترزور
رنو ترزور یک خودروی مفهومی ساخت شرکت رنو می‌باشد که در سال ۲۰۱۶ در نمایشگاه خودروی پاریس معرفی شد. این خودرو توانست جایزه زیباترین خودروی مفهومی سال ۲۰۱۶ را بدست آورد.
نام این خودرو برگرفته از کلمه Trésor می‌باشد که به معنای گنج می‌باشد
این خودرو مجهز به یک موتور تمام الکتریکی است که ۳۵۰ اسب بخار تولید می‌کند که صفر تاصد ۴ ثانیه ای را برای این خودرو فراهم می‌کند.
ضریب آیرودینامیکی این خودرو ۰.۲۲ است که یکی از بهترین خودروهای جهان در آیرودینامیک است.
این خودرو یک خودروی ۲ نفره است که سقفی تمام بازشو کشویی دارد و در ندارد.

## طراحی بیرونی
بدنه این خودرو از جنس کربن است و در طراحی خودرو از خطوط منحنی استفاده شده‌است.